# Emmanuelle Rybojad
Emmanuelle Rybojad est une artiste plasticienne française née le 21 février 1991 à Paris, Son art s'inspire des symboles de la culture pop des années 1970

## Biographie
Elle réalise des œuvres à partir de rubik's cube ainsi que des tableaux lumineux en néons led. Elle y inclut des formes géométriques, des objets et, par un jeu de miroir, elle leur donne une illusion d'infini.
En mai 2017, Emmanuelle Rybojad expose durant la quinzaine du 70e Festival de Cannes dans la suite Sandra & Co,,
En novembre 2017, le groupe Opera Gallery l'expose à Miami, Singapour, Beyrouth. Depuis 2018, ses travaux sont également exposés par L'House of fine art (HOFA) à Londres, Mykonos et Los Angeles[source secondaire souhaitée].
En mars 2019, Forbes la classe parmi les 30 personnes de moins de 30 ans les plus influentes de France.

## Collaborations
En mars 2018, Emmanuelle Rybojad réalise, pour la maison Guerlain, une installation au 68 avenue des Champs-Élysées pour le lancement du nouveau rouge à lèvres RougeG,
En 2019, une collaboration voit le jour avec le footballeur Thomas Meunier.

## Quelques expositions collectives
Cette section ne s'appuie pas, ou pas assez, sur des sources secondaires ou tertiaires indépendantes du sujet.

Pour l'améliorer, ajoutez-en, ou placez des modèles {{Source secondaire souhaitée}} ou {{Source secondaire nécessaire}} sur les passages mal sourcés. (janvier 2024)

### 2019
- Fouquet's, Paris, France[12],[13].
- Artspace, Casablanca, Maroc[14].

### 2018
- Secret Gallery, Paris, France[15].
- Royal Monceau Raffles, Paris, France[16]

### 2017
- Galerie Sonia Monti, Paris, France[17].